# 柄果胡椒
柄果胡椒（学名：Piper mischocarpum）为胡椒科胡椒属的植物，为中国的特有植物。分布于中国大陆的云南等地，生长于海拔500米的地区，一般生长在沟谷雨林中和树上，目前尚未由人工引种栽培。